# Uropsilus
Uropsilus (Milne-Edwards, 1871) è un genere di insettivori della famiglia dei Talpidi.

## Descrizione

### Dimensioni
Al genere Uropsilus appartengono talpe toporagno di piccole dimensioni, con lunghezza della testa e del corpo tra 63 e 88 mm, la lunghezza della coda tra 50 e 78 mm e un peso fino a 20 g.

### Caratteristiche craniche e dentarie
Il cranio ha un rostro affusolato e una scatola cranica arrotondata, le arcate zigomatiche complete e gli incisivi superiori molto più sviluppati rispetto ai denti adiacenti.
Sono caratterizzati dalla seguente formula dentaria:

### Aspetto
Si tratta probabilmente dei Talpidi più primitivi, avendo un aspetto generale essenzialmente più simile a quello di un toporagno, senza particolari adattamenti morfologici alla vita fossoria. Il muso è molto lungo con un naso allungato e tubulare. L'orecchio esterno è ben sviluppato ed è visibile, la coda è lunga, sottile e ricoperta di piccole scaglie disposte ad anello. Le mani sono fornite di dita sottili, ognuna provvista di un artiglio compresso lateralmente, piuttosto che appiattito. Il dorso delle zampe è ricoperto di scaglie. L'ultima falange è intera, diversamente dagli altri membri della famiglia.

## Distribuzione
Il genere è diffuso in Cina meridionale e nel Myanmar settentrionale.

## Tassonomia
Il genere comprende 4 specie.
- Due soli incisivi inferiori e quattro premolari in più. 38 denti.
  - Uropsilus gracilis
  - Uropsilus investigator
- Quattro incisivi inferiori e due soli premolari in più. 38 denti.
  - Uropsilus andersoni
- Due soli incisivi inferiori. 34 denti.
  - Uropsilus soricipes